# Maclodio
Maclodio là một đô thị thuộc tỉnh Brescia trong vùng Lombardia ở Ý. Đô thị này có diện tích 5 km², dân số 1232 người.
Đô thị này giáp với các đô thị sau: Berlingo, Brandico, Lograto, Mairano, Trenzano.